# 수아송 왕국
수아송 왕국은 서로마 제국이 해체된 이후 존재했던 잔존국으로서 북프랑스 일대에 있었다. 정식 국호는 로마 왕국(라틴어: Regnum Romanorum)으로 오늘날의 수아송이 수도였다. 서로마 제국의 마지막 잔존국이었으나 프랑크 왕국에게 패배해 멸망하면서 완전히 사라졌다.